# Baldriga de Newell
La baldriga de Newell (Puffinus newelli) és un ocell marí de la família dels procel·làrids (Procellariidae) que cria a diverses illes de l'arxipèlag de Hawaii, i es dispersa pel Pacífic central.